# Íngrid Betancourt
Íngrid Betancourt Pulecio (født 25. december 1961 i Bogotá) er en colombiansk politiker, tidligere senator, korruptionsjæger og præsidentkandidat for miljøpartiet Oxígeno Verde under valget i 2002. 
Under kampagner nær FARC-kontrollerede områder i forbindelse med valgkampen blev hun sammen med sin kampagneleder Clara Rojas bortført af den venstreekstreme terrororganisation FARC den 23. februar 2002 og holdt som gidsel i junglen i seks og et halvt år. 
Betancourt blev befriet af colombianske sikkerhedsstyrker den 2. juli 2008, sammen med fjorten andre gidsler (tre amerikanere og elleve colombianske politibetjente og soldater), efter at repræsentanter fra de colombianske sikkerhedsstyrker havde infiltreret FARC under dække af at de repræsenterede en venstreorienteret organisation.
Íngrid Betancourt har dobbelt statsborgerskab (colombiansk og fransk) og Frankrigs tidligere præsident Nicolas Sarkozy havde gjort det til en af sine mærkesager at støtte hendes løsladelse.